# 斯基迪狸藻節
斯基迪狸藻節（学名：Utricularia sect. Enskide）为狸藻屬下的一節，其下的两个物种皆為小型到中型的陸生食虫植物，分布於澳洲與新幾內亞。康斯坦丁·萨米埃尔·拉菲内克在其1838年的分类处理中将该组作为一个独立的属进行了描述。1989年，彼得·泰勒在狸藻属专著《狸藻属——分类学专著》中将该组置于狸藻亚属（Utricularia）下。但根据进一步的系统发生学数据，在恢复雙瓣狸藻亞屬（Bivalvaria）的同时，也将斯基迪狸藻组置于其下。